# ایناتوم
ایناتوم (به سومری: 𒂍𒀭𒈾𒁺) یک انسی (حاکم) در سومر بود که حدود ۲۵۰۰ الی ۲۴۰۰ پیش از میلاد در لاگاش حکومت می‌کرد. او یکی از اولین امپراتوری‌های قابل تأیید در تاریخ را تأسیس کرد، ایلام را تحت فرمان خود برد و شهر شوش را نابود کرد و قلمرو خود را در بقیه سومر و اکد گسترش داد.